# Open de Yixing de snooker 2014
L'Open de Yixing 2014 est un tournoi de snooker classé mineur, qui s'est déroulé du 17 au 21 juin 2014 au Sports Centre de Yixing en Chine. 

## Déroulement
Il s'agit de la première épreuve du championnat européen des joueurs, une série de tournois disputés en Europe (6 épreuves) et en Asie (3 épreuves), lors desquels les joueurs doivent accumuler des points afin de se qualifier pour la grande finale à Bangkok.
L'événement compte un total de 141 participants, dont 128 ont atteint le tableau final. Le vainqueur remporte une prime de 10 000 £.
Le tournoi est remporté par le numéro un Chinois Ding Junhui qui a battu Michael Holt en finale 4 manches à 2. Ding n'a jamais perdu plus de deux manches dans aucun de ses matchs.

## Dotation
La répartition des prix est la suivante :
- Vainqueur : 10 000 £
- Finaliste : 5 000 £
- Demi-finaliste : 2 500 £
- Quart de finaliste : 1 500 £
- 8èmes de finale : 1 000 £
- 16èmes de finale : 600 £
- Deuxième tour : 200 £
- Dotation totale : 50 000 £

## Phases finales
|  | Quarts de finale au meilleur des 7 manches | Quarts de finale au meilleur des 7 manches | Quarts de finale au meilleur des 7 manches |              |              | Demi-finales au meilleur des 7 manches | Demi-finales au meilleur des 7 manches | Demi-finales au meilleur des 7 manches |  |  | Finale au meilleur des 7 manches | Finale au meilleur des 7 manches | Finale au meilleur des 7 manches |
|  |                                            |                                            |                                            |              |              |                                        |                                        |                                        |  |  |                                  |                                  |                                  |
|  |                                            | Ding Junhui                                | 4                                          |              |              |                                        |                                        |                                        |  |  |                                  |                                  |                                  |
|  |                                            | Jamie Burnett                              | 2                                          |              |              |                                        |                                        |                                        |  |  |                                  |                                  |                                  |
|  |                                            | Jamie Burnett                              | 2                                          |              | Ding Junhui  | 4                                      |                                        |                                        |  |  |                                  |                                  |                                  |
|  |                                            |                                            |                                            |              | Ding Junhui  | 4                                      |                                        |                                        |  |  |                                  |                                  |                                  |
|  |                                            |                                            | Ryan Day                                   | 2            |              |                                        |                                        |                                        |  |  |                                  |                                  |                                  |
|  |                                            | Ryan Day                                   | Ryan Day                                   | 2            | 4            |                                        |                                        |                                        |  |  |                                  |                                  |                                  |
|  |                                            | Ryan Day                                   |                                            |              | 4            |                                        |                                        |                                        |  |  |                                  |                                  |                                  |
|  |                                            | Yu Delu                                    | 1                                          |              |              |                                        |                                        |                                        |  |  |                                  |                                  |                                  |
|  |                                            |                                            |                                            |              |              |                                        |                                        |                                        |  |  |                                  | Ding Junhui                      | 4                                |
|  |                                            |                                            |                                            | Michael Holt | 2            |                                        |                                        |                                        |  |  |                                  |                                  |                                  |
|  |                                            | Li Hang                                    | 3                                          |              |              |                                        |                                        |                                        |  |  |                                  |                                  |                                  |
|  |                                            | Michael Holt                               | 4                                          |              |              |                                        |                                        |                                        |  |  |                                  |                                  |                                  |
|  |                                            | Michael Holt                               | 4                                          |              | Michael Holt | 4                                      |                                        |                                        |  |  |                                  |                                  |                                  |
|  |                                            |                                            |                                            |              | Michael Holt | 4                                      |                                        |                                        |  |  |                                  |                                  |                                  |
|  |                                            |                                            | Robert Milkins                             | 2            |              |                                        |                                        |                                        |  |  |                                  |                                  |                                  |
|  |                                            | Scott Donaldson                            | Robert Milkins                             | 2            | 1            |                                        |                                        |                                        |  |  |                                  |                                  |                                  |
|  |                                            | Scott Donaldson                            |                                            |              | 1            |                                        |                                        |                                        |  |  |                                  |                                  |                                  |
|  |                                            | Robert Milkins                             | 4                                          |              |              |                                        |                                        |                                        |  |  |                                  |                                  |                                  |

## Finale
| Finale au meilleur des 7 manches Arbitre : ??? |                          |                         |
| Ding Junhui Chine                              | 4 - 2 ( - )              | Michael Holt Angleterre |
| 0 88                                           | Centuries Meilleur break | 0 56                    |
| Ding Junhui remporte l'Open de Yixing 2014     |                          |                         |